# Philautus jerdonii
Philautus jerdonii är en groddjursart som först beskrevs av Günther 1876.  Philautus jerdonii ingår i släktet Philautus och familjen trädgrodor. IUCN kategoriserar arten globalt som otillräckligt studerad. Inga underarter finns listade i Catalogue of Life.